# Proverbes 31

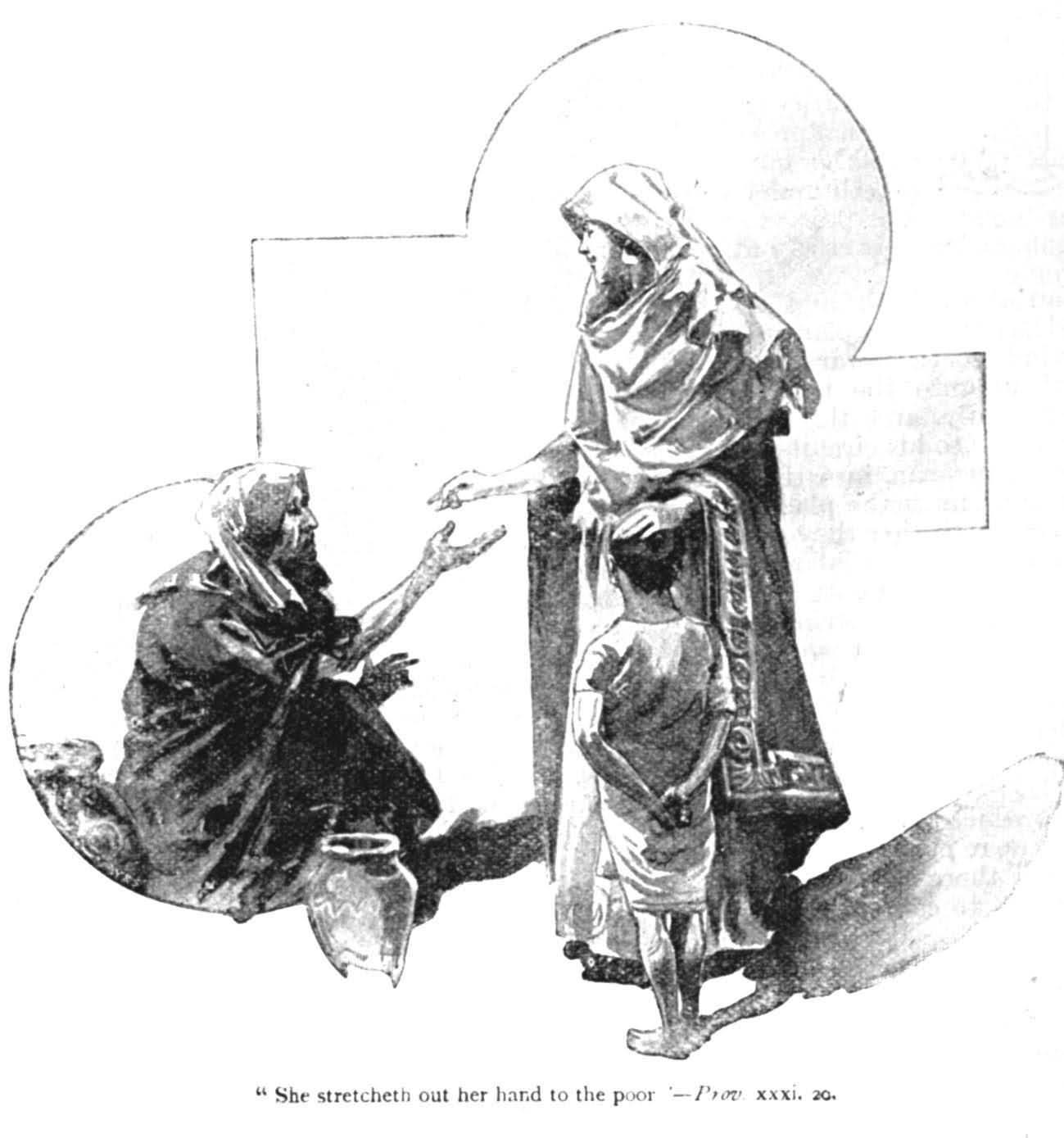
Illustration du verset 20 de Proverbes, "Elle tend la main vers les pauvres."

Proverbes 31 est un chapitre du Livre des Proverbes qui décrit, une « femme vertueuse » (אשת חיל Eshet 'Hayil) et sa conduite. Selon ce passage, les femmes vertueuses ne recherchent ni la beauté, ni la grâce, mais sont attachées à leur mari et leur famille et ne reculent devant aucun travail pour combler leurs besoins.
Ce passage est assez populaire, tant dans le judaïsme que le christianisme, illustrant selon ce dernier l'importance pour les femmes de travailler dur pour le foyer, et ayant contribué entre autres à la vision des foyers. Il forme la base de certains ministères chrétiens.

## Eshet 'Hayil
Les Juifs connaissent particulièrement le passage entre le dixième et le dernier verset de ce chapitre, soit en tout 22 versets, l'appelant par les deux premiers mots du dixième verset, Eshet 'Hayil (ou Eishes 'Hayil en Yiddish). 
Eshet 'Hayil est un éloge de la bonne épouse, une définition de la "femme parfaite" selon le judaïsme. On le chante donc lors de la magnification du foyer, devant la table de Shabbat, le vendredi soir, et lorsqu'on pleure cette épouse admirable, lors du décès de celle-ci.
Selon la tradition, le poème aurait été écrit par le Roi Salomon; l'étude critique textuelle suggère quant à elle qu'il s'agit d'une addition tardive au Livre des Proverbes. 
Le mot חיל ('Hayil), apparaissant dans les versets 10 et 29, est considéré comme un résumé du caractère de la bonne épouse. Bien que traditionnellement rendu par vertueuse ou noble, sa racine, sur laquelle est également construit le mot חייל ('Hayal, soldat) lui confère un sens plus proche de puissante, ou vaillante. Les autres occurrences du mot 'Hayil dans le Tanakh se rapportent d'ailleurs à la guerre. La « mauvaise » traduction pourrait résulter d'un effort pour féminiser les femmes.

## Autres "définitions"
- The Good Wife Guide from a Home Economics textbook printed in the early 1960's.